# Шушко, Станислав Игоревич
Станислав Игоревич Шушко (род. 11 марта 1986) — российский самбист, серебряный призёр чемпионата России по боевому самбо 2008 года, чемпион России по савату 2007 года, чемпион Европы по боевому самбо 2008 года, кандидат в мастера спорта России. Боец смешанных единоборств. В смешанных единоборствах провёл пять боёв, четыре из которых выиграл (два — нокаутом, один — сдачей соперника и один — решением судей) и один проиграл решением судей.

## Спортивные результаты
- Чемпионат России по савату 2007 года — ;
- Чемпионат России по боевому самбо 2008 года — ;

### Смешанные боевые искусства
| Результат | Рекорд | Соперник              | Способ                             | Турнир                            | Дата                 | Раунд | Время | Место                   | Примечание |
| --------- | ------ | --------------------- | ---------------------------------- | --------------------------------- | -------------------- | ----- | ----- | ----------------------- | ---------- |
| Победа    | 4-1    | Павел Саакян          | Сабмишном (удушение треугольником) | ProFC — Union Nation Cup 7        | 6 августа 2010 года  | 1     | 3:30  | Россия, Ростов-на-Дону  |            |
| Победа    | 3-1    | Шамиль Вайсуров       | Техническим нокаутом (удар)        | M-1 Challenge — 2009 Selections 3 | 28 мая 2009 года     | 1     | 3:29  | Россия, Санкт-Петербург |            |
| Победа    | 2-1    | Тельман Шерифов       | Единогласное решение               | Bodog Fight — USA vs. Russia      | 30 ноября 2007 года  | 3     | 5:00  | Россия, Москва          |            |
| Поражение | 1-1    | Эдвин Агилар          | Решением                           | X — Impact World Cup              | 20 октября 2007 года | 3     | 0:00  |                         |            |
| Победа    | 1-0    | Сидеи Джастоно Сильва | Нокаутом                           | X — Impact World Cup              | 20 октября 2007 года | 1     | 0:00  |                         |            |